# メタリックエンジェル
『メタリックエンジェル』は、中里融司による日本のライトノベル。イラストは宮越和草。ファミ通文庫（エンターブレイン）より刊行されている。

## ストーリー
明るく活発な女子高生御灯恋美の前に、突如、銀河帝国大飛王朝皇位継承者、桜輝と名乗る自分とソックリな女の子が出現!?桜輝姫は、銀河の平和を乱す覇玉王朝の追っ手から逃れ、地球に隠されていた「超兵器カーリー」を起動させようとしていた。だがそのためには、大きな犠牲が必要だった…

## サブタイトル一覧
1. 虹色の少女
2. 鉄氷の戦姫神
3. 戦乙女(ワルキューレ)義勇軍
4. 生命ある者たちへ

## 登場人物

### 主人公
御灯 恋美（みとぼし　れみ）
明るく活発な女子高生。銀河の覇権を巡る戦争に巻き込まれ、覇玉王朝と戦う事を決意。制圧機神カーリーに意識を複写したことで人間の身から機械になった。
桜輝（おうき）
突然、恋美の前に現れた姿が瓜二つの少女。国を失い、王室復興のためカーリーを求めて地球に逃れてきた。銀河帝国大飛王朝皇位継承者。
本条 飛鳥（ほんじょう　あすか）
恋美の親友。
火夏星 航（ひなつぼし　わたる）
恋美の級友。